# Хостомице (Теплице)
Хостомице (чеш. Hostomice) је насељено мјесто са административним статусом варошице (чеш. městys) у округу Теплице, у Устечком крају, Чешка Република.

## Становништво
Према подацима о броју становника из 2014. године насеље је имало 1.245 становника.